# Miro Baldo Bento
Miro Baldo Bento (ur. 4 czerwca 1975 w Dili) – wschodniotimorski piłkarz, reprezentant kraju od 2005 roku. Miro Baldo występuje na pozycji napastnika. Obecnie jest graczem indonezyjskiego klubu Persijap Jepara.